# Gigi Raven Wilbur
 (mai 2022).
La mise en forme du texte ne suit pas les recommandations de Wikipédia : il faut le « wikifier ».
Les points d'amélioration suivants sont les cas les plus fréquents. Le détail des points à revoir est peut-être précisé sur la page de discussion.
- Les titres sont pré-formatés par le logiciel. Ils ne sont ni en capitales, ni en gras.
- Le texte ne doit pas être écrit en capitales (les noms de famille non plus), ni en gras, ni en italique, ni en « petit »…
- Le gras n'est utilisé que pour surligner le titre de l'article dans l'introduction, une seule fois.
- L'italique est rarement utilisé : mots en langue étrangère, titres d'œuvres, noms de bateaux, etc.
- Les citations ne sont pas en italique mais en corps de texte normal. Elles sont entourées par des guillemets français : « et ».
- Les listes à puces sont à éviter, des paragraphes rédigés étant largement préférés. Les tableaux sont à réserver à la présentation de données structurées (résultats, etc.).
- Les appels de note de bas de page (petits chiffres en exposant, introduits par l'outil «  Source ») sont à placer entre la fin de phrase et le point final[comme ça].
- Les liens internes (vers d'autres articles de Wikipédia) sont à choisir avec parcimonie. Créez des liens vers des articles approfondissant le sujet. Les termes génériques sans rapport avec le sujet sont à éviter, ainsi que les répétitions de liens vers un même terme.
- Les liens externes sont à placer uniquement dans une section « Liens externes », à la fin de l'article. Ces liens sont à choisir avec parcimonie suivant les règles définies. Si un lien sert de source à l'article, son insertion dans le texte est à faire par les notes de bas de page.
- La présentation des références doit suivre les conventions bibliographiques. Il est recommandé d'utiliser les modèles {{Ouvrage}}, {{Chapitre}}, {{Article}}, {{Lien web}} et/ou {{Bibliographie}}. Le mode d'édition visuel peut mettre en forme automatiquement les références.
- Insérer une infobox (cadre d'informations à droite) n'est pas obligatoire pour parachever la mise en page.

Pour une aide détaillée, merci de consulter Aide:Wikification.
Si vous pensez que ces points ont été résolus, vous pouvez retirer ce bandeau et améliorer la mise en forme d'un autre article.
 (mai 2022).
Le contenu est difficilement compréhensible vu les erreurs de traduction, qui sont peut-être dues à l'utilisation d'un logiciel de traduction automatique.
 (mai 2022).
Si vous disposez d'ouvrages ou d'articles de référence ou si vous connaissez des sites web de qualité traitant du thème abordé ici, merci de compléter l'article en donnant les références utiles à sa vérifiabilité et en les liant à la section « Notes et références ».
Gigi Raven Wilbur (née le 23 septembre 1955 à Houston au Texas), aussi connue sous le pseudo de GG LadyBoy, est une militante défenseuse des droits des personnes bisexuelles et écrivaine américaine.

## Formation
Gigi Wilbur a des troubles d'apprentissage et quand elle finit son lycée à Madison High School en 1974, on l'avertie qu'elle n'ira jamais à l'université et elle commence à travailler dans des ranchs à attacher des barbelés. Elle a finalement tenté l'université, appris une langue étrangère et est devenue détentrice d'une licence en philosophie et d'un master en travail social du collège des travailleurs sociaux de l'université de Houston,.
Elle a également obtenu un certificat de sexologue et coach sexuel à l'université des coachs sexuels.

## Carrière et activisme
Gigi Wilbur s'implique dans le mouvement libre des Radical Faeries. Depuis 2008, elle vit à Houston au Texas et est la coordinatrice du terrain de camping pour adultes. Elle est également responsable du temple d'Aphrodite du Ranch Wylde du Dragon appartenant au mouvement sex-positif et encadré par l'Earth SPirit Alliance, une organisation nationale à but non lucratif. Elle s'y décrit comme portant un rôle de "prêtresse prostituée" et de "guérisseuse sexuelle". Elle est connue pour sa défense des communautés païennes et BDSM, connues pour leur inclusivité des personnes intersexes.
Elle a été une organisatrice d'État au Texas en tant que sexologue de l'émission radio sur la bisexualité Bisexual segment pendant 20 ans, jusqu'à ce que l'émission prenne fin. Elle est également coordinatrice pour BiNet USA, dont elle siège au conseil d'administration.
Elle coprésente les émissions radios AfterHours, Queer Radio with Attitude et KPFT 90.1 FM à Houston. Elle est d'ailleurs la productrice de AfterHours sur la sexualité humaine. Elle a aussi fondé le podcast Adult Bedtime Stories visant à promulguer une éducation sexuelle pour adultes inédites présentant notamment des performances BDSM.
En 1999, elle co-organise la première journée de célébration de la bisexualité avec Wendy Curry et Michael Page. La date du 23 septembre a été choisie en hommage à Freddie Mercury qui était lui-même un bisexuel célèbre et apprécié du grand public, ainsi qu'en raison de sa proximité à l'équinoxe d'automne le 21 septembre (fête païenne importante).

## Vie privée
Gigi Wilbur est une personne intersexe et transgenre. Elle a déclaré qu'elle s'identifiait au troisième sexe, ni homme ni femme. Elle utilise le titre de Ladyboy pour compenser le manque de pronoms pour les personnes intersexes. Elle préfère les pronoms neutres tels que they/them. Elle a déclaré dans une interview en 2008 qu'elle avait subi une chirurgie non consentie et des traitements hormonaux masculinisant pendant son enfance.

## Récompenses
En 1999, Gigi Wilbur a reçu le Globe Award de l'American Institute of Bisexuality pour ses services exceptionnels rendus à la communauté bisexuelle mondiale .

## Œuvres choisies
Elle est l'autrice de The Dominant's Handbook: An Intimate Guide to BDSM Play.
Elle a également publié l'essai "Walking in the Shadows: Third Gender and Spirituality" (sur le fait d'être intersexe) dans Trans/Forming Feminism, Trans-feminist Voices Speak Out, édité par Krista Scott-Dixon dans la revue canadienne éditrice féministe Sumach Press. Dans cet ouvrage de 256 pages sont recensés 30 essais reflétant « les intersections complexes » du transsexualisme et du féminisme.
À partir de 2008, elle publie une chronique dans la revue païenne Rogue Moon pour sa rubrique PlanetOut "Bi Focus' .
Son prochain projet d'écriture s'intitule Human Sexuality and Sacred Sex: A Non-Dualist Perspective.

## Lien extérieur
- Blog de Gigi Wilbur
- Interview de Gigi Wilbur